# Estação Konstantin Velichkov

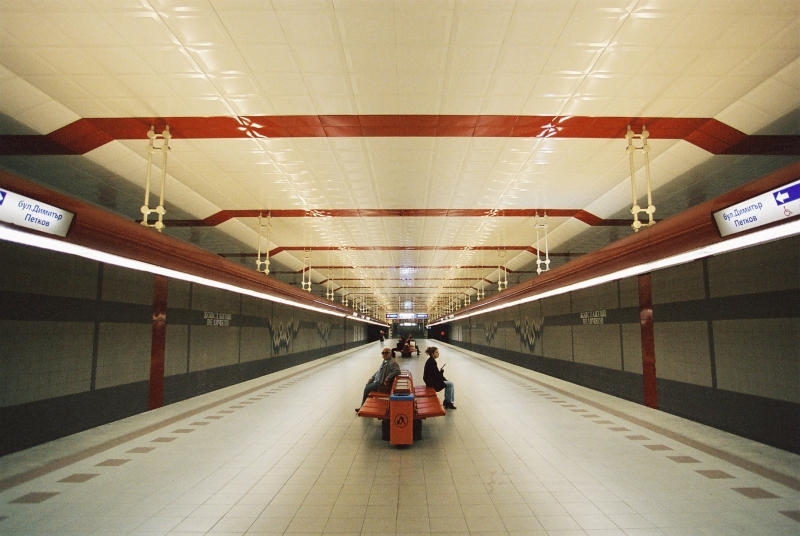
Plataforma de embarque e desembarque da estação.

A Estação Metroviária Konstantin Velichkov é uma estação da linha principal do Metropolitano de Sófia, na Bulgária. A estação tem o nome do escritor e político Konstantin Velichkov , e entrou em operação em 28 de janeiro de 1998, é precedida pela Estação Vardar e sucedida pela Estação Opalchenska, no sentido Obelya-Mladost 1.